# The Sacred Turquoise of the Zuni
Pour plus de détails, voir Fiche technique et Distribution.
The Sacred Turquoise of Zuni est un film muet américain réalisé par Sidney Olcott, sorti en 1910.

## Synopsis
Le film raconte une histoire avec des Indiens Zuñis, une tribu qui vivaient au Nouveau-Mexique et en Arizona.

## Fiche technique
- Titre original : The Sacred Turquoise of Zuni
- Réalisateur : Sidney Olcott
- Photographie :
- Société de production : Kalem Company
- Pays : États-Unis
- Lieu de tournage : Fort Lee (New Jersey)
- Longueur : 960 pieds
- Date de sortie :
  -  États-Unis : 27 avril 1910 (New York)